# Liste der Kulturgüter in Gebenstorf
Die Liste der Kulturgüter in Gebenstorf enthält alle Objekte in der Gemeinde Gebenstorf im Kanton Aargau, die gemäss der Haager Konvention zum Schutz von Kulturgut bei bewaffneten Konflikten, dem Bundesgesetz vom 20. Juni 2014 über den Schutz der Kulturgüter bei bewaffneten Konflikten sowie der Verordnung vom 29. Oktober 2014 über den Schutz der Kulturgüter bei bewaffneten Konflikten unter Schutz stehen.
Objekte der Kategorie A sind im Gemeindegebiet nicht ausgewiesen, Objekte der Kategorie B sind vollständig in der Liste enthalten, Objekte der Kategorie C fehlen zurzeit (Stand: 1. Januar 2023). Unter übrige Baudenkmäler sind weitere geschützte Objekte zu finden, die in der Bau- und Nutzungsordnung der Gemeinde verzeichnet und nicht bereits in der Liste der Kulturgüter enthalten sind.

## Kulturgüter
| Foto | | Objekt                              | Kat. | Typ | Standort                                | Beschreibung |
| ---- | --- | ----------------------------------- | ---- | --- | --------------------------------------- | --- |
| ja   | Datei hochladen · Wikidata zu Reformierte Kirche Gebenstorf (Q2136897)                                        | Reformierte Kirche KGS-Nr.: 00110   | B    | G   | Hinterrebenstrasse 18.1 660543 / 259377 | Saalkirche im neugotischen Stil, in den Jahren 1889 bis 1891 nach Plänen von Paul Reber erbaut.                                                                                             |
| ja   | Datei hochladen · Wikidata zu Gebensstorfer Horn, Wallanlage (Zeitstellung nicht bekannt) (Q29576095)         | Wallanlage KGS-Nr.: 15395           | B    | F   | Gebenstorfer Horn 661101 / 259800       | Prähistorische Wallanlage, Zeitstellung nicht bekannt. |
| BW   | Datei hochladen · Wikidata zu Vogelsang, Gehling; römisches Gräberfeld (Gräberfeld zu Vindonissa) (Q29576098) | Römisches Gräberfeld KGS-Nr.: 15396 | B    | F   | Gehling, Vogelsang 660351 / 260360      | Römischer Friedhof mit Gräbern von Soldaten des nahen Legionslagers Vindonissa. Östlich der Reuss an der Strasse nach Aquae Helveticae gelegen, 1856 beim Bau der Eisenbahnbrücke entdeckt. |

## Übrige Baudenkmäler
| ID  | Foto |                                                                            | Objekt                                                        | Typ | Standort                                                     | Beschreibung                                                                        |
| --- | ---- | -------------------------------------------------------------------------- | ------------------------------------------------------------- | --- | ------------------------------------------------------------ | ----------------------------------------------------------------------------------- |
| 1   | ja   | Datei hochladen                                                            | Kosthaus                                                      | G   | Limmatstrasse 57, 59, 61, 63 660537 / 261297                 |                                                                                     |
| 2   | BW   | Datei hochladen                                                            | Waschhaus zum Kosthaus                                        | G   | Limmatstrasse 61.1 660526 / 261310                           |                                                                                     |
| 4   | ja   | Datei hochladen                                                            | Schulhaus Vogelsang                                           | G   | Schulstrasse 7 660485 / 260606                               |                                                                                     |
| 5   | BW   | Datei hochladen                                                            | Überbauung Wagenburg Geelig                                   | G   | Geelig 1, 2, 3, 4, 5, 6, 7, 8, 9, 10, 11, 12 660901 / 260512 |                                                                                     |
| 6   | BW   | Datei hochladen                                                            | Villa Pachtinger                                              | G   | Sandstrasse 49 660746 / 259410                               |                                                                                     |
| 8   | ja   | Datei hochladen · Wikidata zu Reformiertes Pfarrhaus Gebenstorf (Q2137166) | Reformiertes Pfarrhaus Gebenstorf                             | G   | Hinterrebenstrasse 18 660544 / 259343                        |                                                                                     |
| 9   | ja   | Datei hochladen                                                            | Katholische Pfarrkirche St. Blasius                           | G   | Kinziggrabenstrasse 2.1 660409 / 259171                      |                                                                                     |
| 10  | ja   | Datei hochladen                                                            | Unteres Schulhaus Dorf                                        | G   | Dorfstrasse 2 660476 / 259142                                |                                                                                     |
| 11  | ja   | Datei hochladen                                                            | Ehemalige Fuhrhalterei                                        | G   | Mühlehausweg 1 659577 / 259118                               |                                                                                     |
| 12  | ja   | Datei hochladen                                                            | "Polenkäfig"                                                  | K   | Oberdorfstrasse 15.3 661209 / 258566                         | Arrestlokal der im Zweiten Weltkrieg in Gebenstorf internierten polnischen Soldaten |
| 13  | BW   | Datei hochladen                                                            | Speicher-Scheune                                              | G   | Petersberg 153 662054 / 257832                               |                                                                                     |
| 14  | ja   | Datei hochladen                                                            | Ehemaliges Bauernhaus                                         | G   | Petersberg 149 662087 / 257798                               |                                                                                     |
| 15  | BW   | Datei hochladen                                                            | Sodbrunnen Petersberg                                         | K   | Petersberg N.N. 662086 / 257814                              |                                                                                     |
| 16  | BW   | Datei hochladen                                                            | Brunnen                                                       | K   | Küngenwinkel 660781 / 259035                                 |                                                                                     |
| 17  | BW   | Datei hochladen                                                            | Brunnen                                                       | K   | Limmatstrasse 31 660460 / 260847                             |                                                                                     |
| 18  | BW   | Datei hochladen                                                            | Brunnen                                                       | K   | Limmatstrasse 41 660477 / 260895                             |                                                                                     |
| 19  |      | Datei hochladen                                                            | Wasserstollen Hütte                                           | G   | Koordinaten fehlen! Hilf mit.                                |                                                                                     |
| 20  |      | Datei hochladen                                                            | Wegkreuz von 1845                                             | K   | Dorfstrasse                                                  |                                                                                     |
| 21  |      | Datei hochladen                                                            | Marksteine Peters- und Schwabenberg, insbes. Langenmarkstein  | K   | Schwabenberg/Petersberg                                      |                                                                                     |
| 918 | ja   | Datei hochladen · Wikidata zu Kraftwerk Gebenstorf (Q51471560)             | Kraftwerk Gebenstorf, ehemaliges Kraftwerk BAG (EW) 1933–1934 | G   | Limmatstrasse 55.10 660431 / 261116                          |                                                                                     |

Legende: Siehe Legende der Liste der Kulturgüter von nationaler und regionaler Bedeutung. Anstelle der KGS-Nummer wird als Objekt-Identifikator (ID) die Inventar- oder Gebäudenummer in der Bau- und Nutzungsordnung der Gemeinde verwendet.